# International Flavors & Fragrances
International Flavors & Fragrances (NYSE: IFF) er en amerikansk producent af smage, dufte og aktive ingredienser i kosmetik. De har hovedkvarter i New York City samt produktion i 44 lande og 24.600 ansatte.
International Flavors & Fragrances blev etableret i 1958 ved en fusion mellem Polak & Schwarz (P&S) og van Ameringen-Haebler.